# Palutrus meteori
Palutrus meteori är en fiskart som först beskrevs av Wolfgang Klausewitz och Claus Dieter Zander, 1967.  Palutrus meteori ingår i släktet Palutrus och familjen smörbultsfiskar. Inga underarter finns listade i Catalogue of Life.